# دايفيد ألفاريز
دايفيد ألفاريز (بالإنجليزية: David Alvarez)‏ (و. 1994 – م) هو ممثل مسرحي، من كندا، ولد في مونتريال.

## جوائز
حصل على جوائز منها:
- جائزة توني عن فئة أفضل ممثل في مسرحية موسيقية [الإنجليزية]‏ (2009)
- جائزة المسرح العالمي (2009).[3]

## روابط خارجية
- دايفيد ألفاريز على موقع IMDb (الإنجليزية)
- دايفيد ألفاريز على موقع قاعدة بيانات برودواي على الإنترنت (الإنجليزية)
- دايفيد ألفاريز على موقع قاعدة بيانات الفيلم (الإنجليزية)